# Christian Savio
Christian Savio Machado (São João del-Rei, 8 dicembre 1995) è un calciatore brasiliano, centrocampista svincolato.

## Caratteristiche tecniche
È un mediano.

## Carriera
Cresciuto nelle giovanili dell'América-MG, ha esordito il 21 aprile 2016 in occasione di un match di Coppa del Brasile pareggiato 1-1 contro il Red Bull Brasil.